# 女人本色
《女人．本色》是一部2007年香港電影，由黃真真執導、梁詠琪與薛凱琪主演。梁詠琪更以此片獲提名第十二屆香港電影金紫荊獎「最佳女主角」。

## 角色
- 梁詠琪 飾演 成在信
- 薛凱琪 飾演 宋曉彤
- 林子祥 飾演 杜　林
- 鄭嘉穎 飾演 嚴學楓
- 聶　遠 飾演 程必聰
- 李克勤 飾演 威　廉
- 張敬軒 飾演 吳大宇
- 阮小儀 飾演 毛　毛
- 許紹雄 飾演 嚴　九
- 付傑銘 飾演 振　華 (Kenny)
- 高　雄 飾演 陳　寧
- 甄詠珊 飾演 波　波

## 外部連結
- Yahoo奇摩電影上《女人本色》的資料（繁體中文）
- MSN娛樂上《女人本色》的資料（繁體中文）

- 開眼電影網上《女人本色》的資料（繁體中文）
- 豆瓣电影上《女人本色》的資料 （简体中文）
- 时光网上《女人本色》的資料（简体中文）
- AllMovie上《女人本色》的资料（英文）
- 爛番茄上《女人本色》的資料（英文）
- 香港影庫上《女人本色》的資料（繁體中文）
- 互联网电影数据库（IMDb）上《女人本色》的资料（英文）